# Чо Мин Кён
Чо Мин Кён — южнокорейская кёрлингистка на колясках.
В составе сборной Республики Корея по кёрлингу на колясках участник чемпионата мира 2017 (заняли шестое место). В составе смешанной парной сборной Республики Корея по кёрлингу на колясках участник чемпионатов мира (лучший результат — чемпионы в 2024).
В «командном» кёрлинге на колясках (команда из четырёх человек) играет в основном на позиции первого.

## Достижения
- Чемпионат мира по кёрлингу на колясках среди смешанных пар: золото (2024).

## Команды
| Сезон                                                                      | Четвёртый    | Третий        | Второй       | Первый     | Запасной                          | Турниры              |
| -------------------------------------------------------------------------- | ------------ | ------------- | ------------ | ---------- | --------------------------------- | -------------------- |
| 2016—17                                                                    | Kim Jong-Pan | Seo Soon-Seok | Cha Jae-Goan | Чо Мин Кён | Lee Dong Ha тренер: Пэк Чон Чхоль | ЧМК 2017 (6 место)   |
| Кёрлинг на колясках среди смешанных пар (wheelchair mixed doubles curling) |              |               |              |            |                                   |                      |
| 2022—23                                                                    | Чо Мин Кён   | Чон Тэ Ён     |              |            | тренер: Kim Jeongmin              | ЧМКСП 2023 (7 место) |
| 2023—24                                                                    | Чо Мин Кён   | Чон Тэ Ён     |              |            | тренер: Park Mihye                | ЧМКСП 2024           |

(скипы выделены полужирным шрифтом)